# Entrante dans la mer
Pour plus de détails, voir Fiche technique et Distribution.
Entrante dans la mer en  russe : Входящая в море, (Elle qui entre dans la mer en ukrainien : Та, що входить у море) est un court-métrage ukrainien de 1966, qui est le travail de diplôme de Léonide Ossyka.
Parabole poétique sur la vie d'une jeune fille, le thème se déroulant sur une plage en bord de mer. Il a été inscrit dans la liste des 100 meilleurs films de l'histoire du cinéma ukrainien.

## Distribution
- Tetyana Malych : une fille
- Antonina Lefty : la mère de la fille
- Zoya Nedbai : une fille en mer
- Hennady Ioukhtin est un homme en mer.